# Rush (colonna sonora)
Rush è un album discografico di colonna sonora realizzato per il film Effetto allucinante (Rush) del 1992 e scritto e interpretato dal musicista britannico Eric Clapton.

## Tracce
Tutte le tracce sono di Eric Clapton, eccetto dove indicato.

1. New Recruit – 1:30
2. Tracks and Lines – 3:00
3. Realization – 2:41
4. Kristen and Jim – 3:38
5. Preludin Fugue – 3:19
6. Cold Turkey – 2:21
7. Will Gaines – 3:46
8. Help Me Up (Clapton, Will Jennings) – 5:50
9. Don't Know Which Way to Go (Willie Dixon, Al Perkins) – 10:46
10. Tears in Heaven (Clapton, Jennings) – 4:30